# (+)-trans-カルベオールデヒドロゲナーゼ
(+)-trans-カルベオールデヒドロゲナーゼ((+)-trans-carveol dehydrogenase; EC 1.1.1.275)は、以下の化学反応を触媒する酵素である。
(+)-trans-カルベオール + NAD+ {\displaystyle \rightleftharpoons } (+)-(S)-カルボン + NADH + H+
すなわち、2つの基質(+)-trans-カルベオール((+)-trans-carveol)とニコチンアミドアデニンジヌクレオチド(NAD)から、3つの生成物として(+)-(S)-カルボン((+)-(S)-carvone)、H+へと導く。
この酵素は酸化還元酵素に属し、特異的にCH-OH基に作用し、NAD+のみを電子受容体とする。この酵素の組織名は(+)-trans-カルベオール:NAD+オキシドレダクターゼ((+)-trans-carveol:NAD+ oxidoreductase)である。この酵素は、カルベオールデヒドロゲナーゼ(carveol dehydrogenase)とも呼ばれる。この酵素はモノテルペンであるテルペン類やリモネン、ピネンの生合成に関与している。